# Le Trois-quart manquant
Le Trois-quart manquant, aussi traduit Le Trois-quart aile manquant, Le Trois-quart disparu, Un Trois-quarts a été perdu et Le Champion qui manque (The Adventure of the Missing Three-Quarter en version originale), est l'une des cinquante-six nouvelles d'Arthur Conan Doyle mettant en scène le détective Sherlock Holmes. Elle est parue pour la première fois dans la revue britannique Strand Magazine en août 1904, avant d'être regroupée avec d'autres nouvelles dans le recueil Le Retour de Sherlock Holmes (The Return of Sherlock Holmes).

## Résumé

### Mystère initial
Cyril Overton est capitaine de l'équipe de rugby de l'université de Cambridge. À l'avant-veille d'un match contre l'équipe d'Oxford, son trois-quart aile Godfrey Staunton a quitté en soirée l'hôtel de Londres où l'équipe de Cambridge logeait, et n'est pas revenu. Or, Staunton est le meilleur joueur de l'équipe, et son absence au match compromettrait les chances de victoire. Overton s'est rendu à Scotland Yard, et l'inspecteur Stanley Hopkins lui a conseillé de contacter Sherlock Holmes pour cette affaire.

### Résolution
Overton confie à Holmes que le soir de la disparition, un homme inconnu est venu à l'hôtel pour porter une lettre à Staunton. Après l'avoir lue, l'ailier était abattu, puis est allé à la rencontre de l'inconnu et tous deux ont quitté l'hôtel au pas de course. Le plus proche parent de Godfrey Staunton est son oncle, lord Mount-James, un vieil homme riche mais avare dont il sera l'héritier. Overton a appris que Staunton n'était pas retourné chez son oncle.
Holmes, Watson et Overton se rendent à l'hôtel où loge l'équipe de Cambridge. Holmes interroge le portier qui informe Holmes que Staunton avait reçu un précédent message en fin d'après-midi et y avait répondu en écrivant à l'encre. Holmes trouve le buvard utilisé par le jeune homme pour sécher l'encre et parvient à déchiffrer par transparence la fin du message : « Ne nous abandonnez pas, pour l'amour du Ciel ! » (Stand by us for God's sake!). Holmes cherche alors à connaître le destinataire du télégramme. Il se rend avec Watson au bureau télégraphique le plus proche et parvient par une ruse à découvrir que le message était adressé au docteur Leslie Armstrong de Cambridge.
Holmes et Watson se rendent en soirée chez le docteur, qui admet être un ami intime de Staunton, mais refuse catégoriquement de donner la moindre information au détective, croyant que celui-ci a été engagé par lord Mount-James. En s'informant en ville, Holmes apprend que le docteur fait des trajets quotidiens vers l'extérieur de la ville. Le soir-même, il parvient à suivre le fiacre d'Armstrong à bicyclette, mais le docteur se rend compte qu'il est poursuivi et oblige Holmes à abandonner sa traque. Le lendemain, jour du match entre Cambridge et Oxford, Holmes repart à bicyclette en suivant la direction que prenait le fiacre la veille, et se rend dans différents villages pour savoir si le fiacre a été aperçu. Le soir, Holmes revient bredouille et apprend de surcroît la défaite de Cambridge face à Oxford.

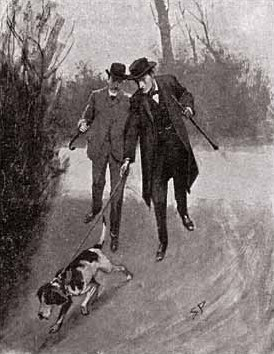
Holmes et Watson suivant la piste du fiacre avec un chien (illustration de Sidney Paget).

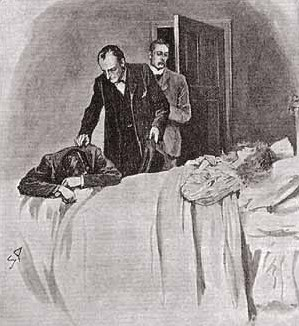
Staunton en pleurs (illustration de Sidney Paget).

Le lendemain matin, Holmes se lève tôt et enduit la roue du fiacre du docteur avec de l'anis, et se sert d'un chien pour suivre la piste lorsque le docteur part faire son trajet quotidien. La piste montre que le fiacre a soudainement coupé à travers champ pour arriver à une nouvelle route repartant en direction de Cambridge. Holmes comprend ainsi pourquoi le fiacre n'a pas été vu la veille dans les villages situés dans la continuité de la première route. Les deux amis parviennent finalement à une bâtisse en pleine campagne après avoir croisé le fiacre du docteur (sans être vus) qui repartait en sens inverse. Les deux amis se dirigent vers une pièce d'où proviennent des sanglots, et y trouvent Staunton, pleurant au pied d'un lit sur lequel repose une jeune femme décédée.
Le docteur Armstrong, qui a fait demi-tour, rejoint la bâtisse et est très en colère d'y trouver Holmes et Watson. Le détective affiche alors son intention de ne rien révéler de l'affaire, et parvient ainsi à retrouver la confiance du docteur. Celui-ci explique alors que Staunton avait un amour caché pour la jeune fille désormais décédée. Cet amour ne devait pas être divulgué, car lord Mount-James, s'il apprenait le projet de mariage, déshériterait probablement son neveu de sa fortune colossale. Cependant, la jeune fille est tombée malade, et sa santé a rapidement empiré. L'avant-veille du match, son état critique a poussé le père de la jeune fille à chercher Staunton à l'hôtel, et tous deux sont partis à son chevet. Le mystère étant résolu, Holmes quitte la maison endeuillée.

### Allusions à d'autres enquêtes
Vers le début de la nouvelle, Holmes consulte ses fiches pour voir s'il a noté des informations relatives à Godfrey Staunton. Il ne trouve qu'une fiche correspondant à un certain « Arthur H. Staunton », précisant qu'il s'agit d'un faussaire, et une seconde fiche correspondant à « Henry Staunton », précisant qu'il a contribué à sa pendaison. Cette dernière aventure du détective est inédite.
Par ailleurs, Holmes évoque le souvenir du professeur Moriarty lorsqu'il rencontre pour la première fois le docteur Armstrong. Il s'agit d'une allusion à l'aventure du Dernier problème.
Quand Holmes émet l'hypothèse que le jeune sportif aurait pu être enlevé par des individus impliqués dans des paris sur l'issue du match, il déclare : « il est possible que quelqu’un, dans un but intéressé, ait voulu empêcher notre jeune homme de prendre part au match, de même que certains bandits sur le turf retiennent un cheval dans une course ». Il s'agit d'une allusion à l'intrigue de Flamme d'Argent (1892).

## Analyse
Cette aventure confronte Sherlock Holmes au domaine sportif, ce qui est une exception dans l'ensemble du cycle holmésien. Au sujet du sport en général, Holmes déclare dans cette nouvelle qu'il ne s'y intéresse absolument pas, mais qu'il considère cela comme « ce qu'il y a de meilleur et de plus salubre en Angleterre ». Cette dernière opinion correspond à celle d'Arthur Conan Doyle, qui était un passionné de sport et un excellent joueur de rugby dans sa jeunesse.

## Livre audio en français
- Arthur Conan Doyle, Le champion qui manque [« The Adventure of the Missing Three-Quarter »], Paris, La Compagnie du Savoir, coll. « Les enquêtes de Sherlock Holmes », 2011 (EAN 3760163659824, BNF 42478265)Narrateur : Cyril Deguillen ; support : 1 disque compact audio ; durée : 54 min environ ; référence éditeur : La Compagnie du Savoir CDS095. Le nom du traducteur n'est pas indiqué.